# فرانکی (فیلم ۲۰۱۹)
فرانکی (انگلیسی: Frankie) یک فیلم درام به کارگردانی آیرا ساکس که در سال ۲۰۱۹ منتشر شد. این فیلم برای رقابت در بخش اصلی جشنواره کن ۲۰۱۹ انتخاب شد.

## داستان
فرانکی، (با بازی ایزابل هوپر) یک بازیگر سرشناس فرانسوی، تنها چند ماه دیگر از زندگی خود فرصت دارد. به همین دلیل تصمیم می‌گیرد آخرین تعطیلات خود را با خانواده پرجمعیتش در سینترا (پرتغال) بگذراند. با وجود موقعیت زیبا، اقوام حاضر با انواع مشکلات عشقی، ازدواج و پول دست و پنجه نرم می‌کنند.

## تولید
فیلمبرداری در اکتبر ۲۰۱۸، عمدتاً در کشور پرتغال انجام شد.

## انتشار
اولین نمایش جهانی این فیلم در جشنواره فیلم کن در ۲۰ مه ۲۰۱۹ بود. قبل از آن، سونی پیکچرز کلاسیکس حقوق پخش فیلم را در ایالات متحده به دست آورد. در ۲۸ اوت ۲۰۱۹ در فرانسه منتشر شد. و در ۲۵ اکتبر ۲۰۱۹ در ایالات متحده منتشر شد.

## بازخوردها
در وب‌سایت جمع‌آوری نقد راتن تومیتوز، این فیلم بر اساس ۱۰۴ نقد، با میانگین امتیاز ۵٫۵ از ۱۰، ۵۶٪ محبوبیت دارد. در متاکریتیک، که از میانگین وزنی استفاده می‌کند، بر اساس ۲۷ منتقد، امتیاز ۵۶ از ۱۰۰ را به این فیلم اختصاص داد که نشان دهنده «بررسی‌های مختلط یا متوسط» است.